# Ukraiński Sztab Ruchu Partyzanckiego
Ukraiński Sztab Ruchu Partyzanckiego – radzieckie dowództwo, koordynujące i dowodzące operacjami partyzanckimi na terenie Ukraińskiej Socjalistycznej Republiki Radzieckiej w czasie II wojny światowej.
Dla kierowania walką na okupowanych terenach USRR 30 czerwca 1941 utworzono grupę operacyjną KP(b)U, którą kierowali Nikita Chruszczow, Michaił Burmistienko i Demjan Korotczenko. W skład grupy wchodzili również L. Drożżin, M. Spiwak, Timofiej Strokacz i A. Zienko.
USzRP utworzono na podstawie decyzji Komitetu Obrony Państwa z dnia 30 maja 1942. Działał przy Najwyższym Naczelnym Dowództwie Armii Czerwonej, podlegał Centralnemu Sztabowi Ruchu Partyzanckiego.
Dowodził nim generał Timofiej Strokacz.
Od jesieni 1942 do wiosny 1943 utworzono podziemne komitety obwodowe Komunistycznej Partii Ukrainy, przy których utworzono obwodowe i międzyrejonowe sztaby partyzanckie, oraz obwodowe zgrupowania partyzanckie. Jedynie w obwodach lwowskim, drohobyckim, tarnopolskim i stanisławowskim nie udało się w tym czasie utworzyć takich struktur.
10 maja 1944 oddziały polskie podległe USzRP (brygada „Grunwald”, Zgrupowanie Partyzanckie „Jeszcze Polska nie zginęła”, brygada im. Wandy Wasilewskiej, oddział im. Tadeusza Kościuszki na Białorusi) przekazano Polskiemu Sztabowi Partyzanckiemu.

## Literatura
- Mieczysław Juchniewicz, Polacy w radzieckim ruchu partyzanckim 1941-1944, Warszawa 1973.